# 장거리 직통 전화
장거리 직통 전화(長距離直通電話, direct distance dialing; DDD)는 전화 교환원과의 연결 없이 바로 걸 수 있는 시외전화이다. 자동즉시식 통화, 다이얼(dial)식 통화라고도 한다.
시외통화는 오랫동안 수동식이었다. 가입자가 교환수에게 신청하면 교환수가 중계국의 교환수를 차례로 통하여 상대방 가입자를 호출하여 비로소 통화가 가능한 것이다. 도중의 중계국에서 시외회선이 사용되고 있을 경우에는 오랫동안 기다려야만 한다. 가입자가 직접 다이얼을 돌려 즉각 상대자를 호출하는 것은 전화 이용자의 꿈이었다.그런데, 대한민국에서는 1971년 3월에 서울－부산 간 장거리 자동전화의 개통을 본 이후, 점차로 이 방식을 전국 주요도시에 확대하여 직접 다이얼을 돌리면 통화할 수 있게 되었다. 89년말 현재 장거리 통신의 회선수는 전신용 5,064회선, 전화용 35만1,456회선 등 총 35만6,520회선이다.방식별로는 전신방식 5,064회선, M/W 4만6,800회선, 동축반송 7만668회선, 케이블반송 804회선, 광통신 12만 7,176회선, 기타 10만6,008회선이며, 장거리 통신망의 디지털화율은 72.8%이다. 국제전송로는 위성통신 3,682회선, 스켓타 504회선, 해저케이블 1,200회선 등 5,386회선을 보유하고 있다. 83년 처음 개통된 국제자동전화(ISD) 이용지역은 89년말 현재 153개국 180개 지역이다.